# Dialommus macrocephalus
Dialommus macrocephalus är en fiskart som först beskrevs av Albert Günther, 1861.  Dialommus macrocephalus ingår i släktet Dialommus och familjen Labrisomidae. IUCN kategoriserar arten globalt som livskraftig. Inga underarter finns listade i Catalogue of Life.